# Władimir Paszkin
Władimir Wiktorowicz Paszkin, ros. Владимир Викторович Пашкин (ur. 27 listopada 1968 w Saratowie) – rosyjski hokeista. Trener i działacz hokejowy, polityk.

## Kariera zawodnicza
- Kristałł Saratów
- Dynama Mińsk (1986-1987)
- Stoczniowiec Gdańsk (1995-1996)

Wychowanek szkoły SDJuSzOR klubu Kristałł Saratów. Był zawodnikiem Kristałłu Saratów w latach 80.. Przez jeden sezon grał w Dynamie Mińsk. Następnie w 1988 przerwał karierę i poświęcił się pracy trenerskiej. Później wznowił karierę. Grał w lidze polskiej w sezonie 1995/1996 w barwach Stoczniowca Gdańsk.

## Kariera trenerska i działacza
- Chimik Engels (1994-1995), I trener
- Kristałł Saratów (1999), I trener

Ukończył studia wyższe na politechnice w Saratowie. Jako trener pracował w Saratowie od końca lat 80. Od 1999 do 2003 był dyrektorem szkoły sportowej Kristałł Saratów. Od 2003 do 2005 dyrektor wykonawczy NP SKCh Kristałł, od 2005 do 2010 przewodniczący organizacji Federacji Hokeja Obwodu Saratowskiego od maja 2010 ministrem rozwoju sportu, kultury fizycznej i turystyki Obwodu Saratowskiego. Pełnił stanowisko dyrektora klubu CSK WWS Samara, z którego w listopadzie 2015 został mianowany dyrektorem wykonawczym Federacji Hokeja na Lodzie regionu Samara. We wrześniu 2003 został odznaczony odznaką honorową „Doskonałości w Kulturze Fizycznej i Sporcie”. Po odejściu ze stanowiska ministra, podjął funkcję dyrektora klubu Komieta Samara, występującego w juniorskich rozgrywkach MHL-B.